# Lisa Vinsa
Lisa Vinsa, född 12 juni 1995, är en svensk längdskidåkare. Hon växte upp i Kiruna och flyttade till Östersund i samband mad att hon bytte klubb från moderklubben  Jukkasjärvi IF till Piteå Elit som hon nu tävlar för. Hon debuterade i världscupen 2016, hennes bästa placering är en andra plats på SM 15 km klassisk 2019 och en 14:de plats i totalställning i Tour de Ski 2019/2020.
Lisa hade tillsammans med Ebba Andersson podden Mellan himmel å skidspår Podden upphörde i augusti 2022.